# Daisuke Matsushita
Daisuke Matsushita (født 31. oktober 1981) er en tidligere japansk fodboldspiller.
Han har spillet for flere forskellige klubber i sin karriere, herunder Júbilo Iwata og Ventforet Kofu.